# Nykarleby
Nykarleby este o comună din Finlanda.